# Itakait
Itakait va ser una princesa i reina egípcia de la XII Dinastia (c. 1800 aC). És coneguda principalment per la seva petita piràmide al costat de la de Senusret III a Dahshur. Tenia el títol de Filla del Rei del seu cos, poderosa, elegant i estimada.

## La piràmide
La seva piràmide, situada al costat nord de la piràmide del rei, amidava 16,80 m a la base i hauria tingut una alçada de també 16,80 m. Estava construïda amb maons de fang i coberda amb lloses de pedra calcària. Davant de la piràmide hi havia una petita capella decorada amb relleus. Les restes d'aquests relleus conservaven encara el nom d’Itakait. En el moment de la seva excavació la seva cambra funerària encara contenia un sarcòfag, un cofre canopi i dos vasos canopis (recipients on elks embalsamadors hi dipositaven les vísceres del difunt).

## Altres fonts
És possible que la Itakait que apareix en un fragment de papir trobat a Lahun sigui la mateixa persona. En aquest document s'hi enumeren els membres de la família d’un rei, inclosa una Itakait. No se sap amb quin rei estan relacionats aquests membres reials. Sembla que Senusret II és el candidat més probable, ja que el fragment de papir es va trobar al seu temple funerari. Això convertiria Itakait en germana de Senusret III.